# RTN4RL2
RTN4RL2 (англ. Reticulon 4 receptor like 2) – білок, який кодується однойменним геном, розташованим у людей на 11-й хромосомі. Довжина поліпептидного ланцюга білка становить 420 амінокислот, а молекулярна маса — 46 106.
| 10         |  | 20         |  | 30         |  | 40         |  | 50         |
| ---------- |  | ---------- |  | ---------- |  | ---------- |  | ---------- |
| MLPGLRRLLQ |  | APASACLLLM |  | LLALPLAAPS |  | CPMLCTCYSS |  | PPTVSCQANN |
| FSSVPLSLPP |  | STQRLFLQNN |  | LIRTLRPGTF |  | GSNLLTLWLF |  | SNNLSTIYPG |
| TFRHLQALEE |  | LDLGDNRHLR |  | SLEPDTFQGL |  | ERLQSLHLYR |  | CQLSSLPGNI |
| FRGLVSLQYL |  | YLQENSLLHL |  | QDDLFADLAN |  | LSHLFLHGNR |  | LRLLTEHVFR |
| GLGSLDRLLL |  | HGNRLQGVHR |  | AAFRGLSRLT |  | ILYLFNNSLA |  | SLPGEALADL |
| PSLEFLRLNA |  | NPWACDCRAR |  | PLWAWFQRAR |  | VSSSDVTCAT |  | PPERQGRDLR |
| ALREADFQAC |  | PPAAPTRPGS |  | RARGNSSSNH |  | LYGVAEAGAP |  | PADPSTLYRD |
| LPAEDSRGRQ |  | GGDAPTEDDY |  | WGGYGGEDQR |  | GEQMCPGAAC |  | QAPPDSRGPA |
| LSAGLPSPLL |  | CLLLLVPHHL |  |            |  |            |  |            |

A: Аланін

C: Цистеїн

D: Аспарагінова кислота

E: Глутамінова кислота

F: Фенілаланін

G: Гліцин

H: Гістидин

I: Ізолейцин

L: Лейцин

M: Метіонін

N: Аспарагін

P: Пролін

Q: Глутамін

R: Аргінін

S: Серин

T: Треонін

V: Валін

W: Триптофан

Кодований геном білок за функціями належить до рецепторів, ліпопротеїнів. 
Задіяний у такому біологічному процесі, як альтернативний сплайсинг. 
Локалізований у клітинній мембрані, мембрані, клітинних відростках.